# 代米迪夫卡 (敖德薩州)
47°45′40″N 30°15′0″E / 47.76111°N 30.25000°E
代米迪夫卡（烏克蘭語：Демидівка）是位於烏克蘭西南部的村莊，由敖德萨州波迪利斯克区的柳巴希夫卡市鎮負責管轄。該村始建於1893年，面積1.91平方公里，海拔高度108米，2001年人口484，人口密度每平方公里253.14人。